# 사카이항

사카이항 (사카이수도) 주변의 공중 사진. 1976년 촬영된 것으로 추정된다.

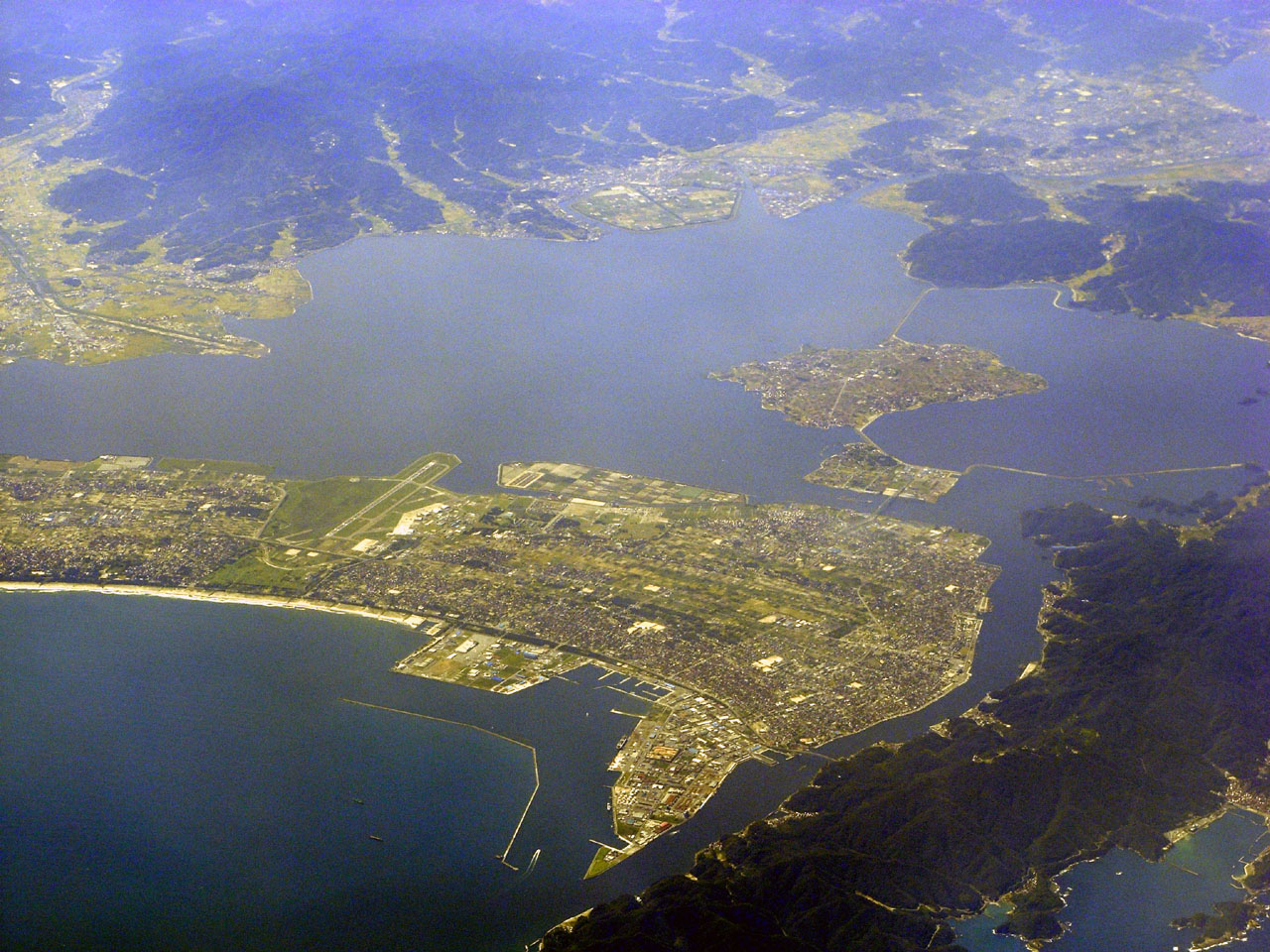
동측의 상공에서 내려다본 사카이항 전경.

사카이항(일본어: 境港)은 돗토리현 사카이미나토시(일부는 시마네현 마쓰에시에도 포함한다)에 위치한 항구이다. 그러나 이 항구는 항칙법상 중요 항만으로 지정되어 있고, 항만 관리자는 돗토리현과 시마네현이 공동으로 관장하고 있지만, 특이하게도 일부사무조합(특별지방공동단체)으로 같이 관장되는 항구이자 항만이다. 그래서 이 항의 이름이 해당 도시의 이름인 사카이미나토시에서 따온 명칭이지만, 사카이미나토항 또는 사카이미나토 국제여객터미널 등 다르게 부르는 경우도 있으나, 오히려 정식 이름만 사카이항이라고 표현된다. 화물 수송량은 2009년을 기준으로, 3,218,453톤의 화물이 이 항구를 통해 환적하기도 하였다.

## 연혁
- 1951년 : 중요항만으로 지정
- 1953년 : 제3종 어항으로 지정
- 1973년 : 특정 제3종 어항으로 지정

## 항로

### 컨테이너 항로
- 중국 방면 정기항로 : 간바라 기센(일본어판)에서 운항함.
- 한국 방면 정기항로 : 흥아해운, 고려해운을 통해 각각 운항함.

### 국제선 페리
- DBS크루즈훼리 : 사카이미나토 국제여객터미널 -  대한민국 동해항국제여객터미널 -  러시아 블라디보스토크항

### 국내선 페리
국내선 페리는 상기 노선들과 달리 전부 오키 기센에서 모두 운항하게 되며, 정기 항로는 오키 제도 방면 노선을 위주로 운항하게 된다.
- 도고섬 : 사이고항 (오키노시마정)
- 도젠(일본어판) 방면 노선 : 다음과 같음.
  - 니시노시마섬 : 벳푸항(일본어판) (니시노시마정)
  - 나카노시마섬 : 히시우라항(일본어판) (아마정)
  - 지부리섬 : 구리이항(일본어판) (지부촌)

## 근처 항구
- 마이즈루항

## 교통편
- 서일본여객철도 사카이 선 사카이미나토역에 인접되지만, 도보로 100초이면 바로 올 수 있음.